# 자오량
자오량(赵亮, Zhao Liang, 1982년~)은 중화인민공화국의 서커스단 인물이다.
자오량은 1982년, 중국에서 태어났으며 말단비대증에 걸려 키가 비정상적으로 크게 자랐다. 2009년 4월, 그는 병원에서 키를 쟀는데 8피트 1인치(246cm)로 측정되었다고 한다. 그러나 자오량의 키가 7피트 5.5인치(227cm)일 가능성이 높다. 게다가 이 사람은 공식적인 키 기록이 없다.